# یواس‌اس ان-۷ (اس‌اس-۵۹)
یواس‌اس ان-۷ (اس‌اس-۵۹) (به انگلیسی: USS N-7 (SS-59)) یک زیردریایی بود که طول آن ۱۵۵ فوت (۴۷ متر) بود. این زیردریایی در سال ۱۹۱۷ ساخته شد.